# Sozialistische Proletarierjugend
Die Sozialistische Proletarierjugend (SPJ) war eine politische Jugendorganisation in der Anfangszeit der Weimarer Republik, die von Dezember 1919 bis Oktober 1922 existierte und der USPD nahestand. 

## Geschichte
Die Sozialistische Proletarierjugend wurde von ehemaligen Mitgliedern der Freien Sozialistischen Jugend (FSJ) auf einer Reichskonferenz am 14. bis 16. Dezember 1919 in Halle (Saale) gegründet, nachdem zuvor eine Mehrheit auf der Reichskonferenz der FSJ im Oktober 1919 beschlossen hatte, alle Strömungen auszuschließen, die sich nicht zur KPD bekennen wollten. 
Bei der Gründung der SPJ waren Delegierte aus rund 170 Gruppen anwesend, die insgesamt ca. 10.000 Mitglieder vertraten. Es wurde ein Grundsatzprogramm verabschiedet und eine formale Unterordnung unter die USPD abgelehnt, der man gleichwohl politisch nahestand. 
Nach der Vereinigung der USPD-Mehrheit mit der KPD schloss sich ein Teil der SPJ-Mitglieder der Kommunistischen Jugend Deutschlands an, die aus der FSJ hervorgegangenen war.
Vor dem Hintergrund des Zusammenschlusses eines großen Teils der restlichen USPD mit der SPD fusionierte im Oktober 1922 die SPJ mit dem Verband der Arbeiterjugendvereine Deutschlands zur Sozialistischen Arbeiter-Jugend (SAJ). 
Das Zentralorgan der SPJ war die Zeitschrift Junge Kämpfer.